# ¥$
¥$ est un supergroupe de rap américain composé de Ye et Ty Dolla Sign.

## Vultures 1
Vultures 1 est le premier album du groupe sorti le 10 février 2024. L'album est un très grand succès et  finit premier du Billboard Hot 100 (148 000 ventes aux États-Unis durant la première semaine).

## Vultures 2
Vultures 2 est le second album du groupe. Devant initialement sortir le 8 mars 2024 (puis le 5 avril), il sort finalement le 3 août 2024. Celui-ci est un moins grand succès que son prédécesseur, mais finit tout de même premier du Top 100 Billboard R&B/Hip-Hop et réalise 60 500 ventes la première semaine. Dans l'album, Kanye West aurait apparemment utilisé des IAs pour remplacer sa voix sur certains morceaux pendant une période où il subissait une addiction au protoxyde d'azote, qui lui a donné une "giga-flemme".